# Bantry (Dakota du Nord)
Ne pas confondre avec la ville irlandaise, Bantry.
La ville américaine de Bantry est située dans le comté de McHenry, dans l’État du Dakota du Nord. Lors du recensement de 2010, sa population s’élevait à 14 habitants.

## Histoire
Bantry a été fondée en 1905.

## Démographie
| 1950 | 1960 | 1970 | 1980 | 1990 | 2000 |
| ---- | ---- | ---- | ---- | ---- | ---- |
| 125  | 66   | 40   | 28   | 16   | 19   |

| 2010 | - | - | - | - | - |
| ---- | - | - | - | - | - |
| 14   | - | - | - | - | - |

## Source
- (en) Cet article est partiellement ou en totalité issu de l’article de Wikipédia en anglais intitulé « Bantry, North Dakota » (voir la liste des auteurs).